# S.M. Krishna
Somanahalli Mallaiah Krishna, född 1 maj 1932 i Mandya i Karnataka, död 10 december 2024 i Bangalore i Karnataka, var en indisk politiker som representerade Kongresspartiet. Han var förste minister i delstaten Karnataka 1999–2004, guvernör i Maharashtra 2004–2008 och Indiens utrikesminister 2009–2012.